# Masashi Wada
Masashi Wada (født 11. april 1997) er en japansk fodboldspiller, som spiller for den japanske fodboldklub Blaublitz Akita.